# Station Landerneau
Station Landerneau is een spoorwegstation in de Franse gemeente Landerneau.
Het station werd in 2008 als eerste station in Bretagne tweetalig (Frans en Bretoens).
Het wordt bediend door:
- De TGV : traject Paris-Montparnasse - Brest
- TER Bretagne : traject Brest - Rennes
- TER Bretagne : traject Brest - Quimper
- TER Bretagne : traject Brest - Morlaix